# Fort Edward

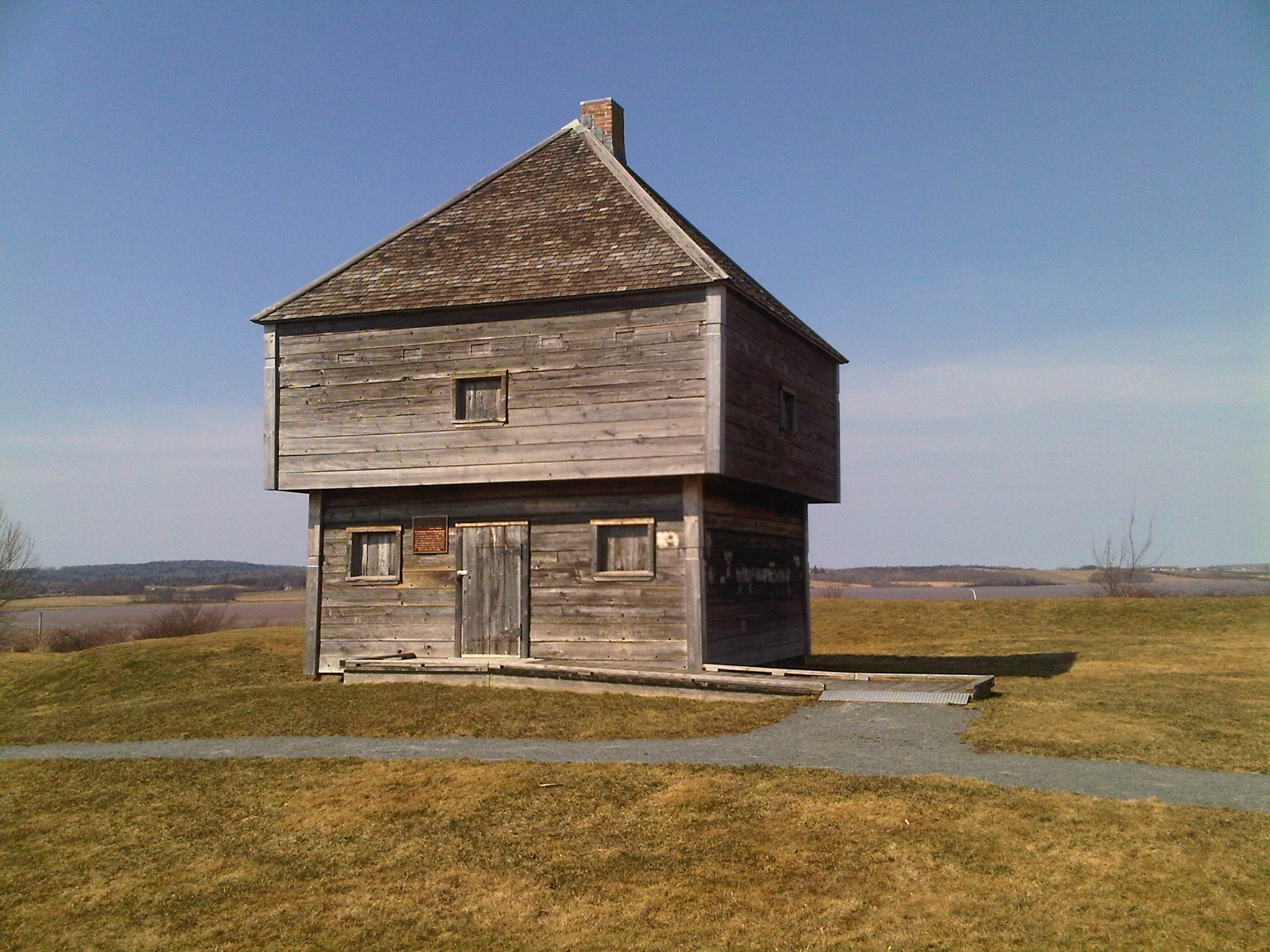
Fort Edward, el blockaus más antiguo de Norteamérica (1750).

Fort Edward es un lugar histórico que se encuentra en Nueva Escocia, Canadá. No queda demasiado de la construcción original, sólo los cimientos y un búnker. Fue construido por Charles Lawrence.
Fort Edward jugó un papel importante en la Guerra Franco-india durante el año 1755. Fue al tomar esta posición cuando los ingleses expulsaron a los acadios de Nueva Escocia. Sirvió de cárcel para los Acadios.
Se celebraba una feria anual en otoño, la cual era la más grande feria de agricultura de Norteamérica desde 1815.
Siguió formando parte de las defensas canadienses de Nueva Escocia hasta 1858 y durante la Primera Guerra Mundial fue usado como campo de entrenamiento para los soldados Canadienses.
- Datos: Q867671
- Multimedia: Fort Edward (Nova Scotia) / Q867671